# Toyota Bandeirante
Der Toyota Bandeirante war die in Brasilien gebaute Ausführung des Land Cruisers J4 des japanischen Kraftfahrzeugherstellers Toyota die in der von Toyota do Brasil eigens dafür errichteten Fabrik in São Bernardo do Campo, unter der Modellbezeichnung Bandeirante mit der Reihenbezeichnung J5 – nicht mit der mit Blick auf die Vereinigten Staaten in Japan gebauten Reihe Land Cruiser J5 zu verwechseln – hergestellt wurde.

## Modellbezeichnung
Die Bandeirantes waren in der Geschichte Brasiliens die Pioniere und Abenteurer, die von der Küste aus das Landesinnere erkundeten und besiedelten und der Ausbeutung seiner natürlichen Reichtümer den Weg bereiteten. Die bekanntesten Bandeiras kamen aus dem Südosten des heutigen Bundesstaates São Paulo.
So lässt sich „Bandeirante“ rein sprachlich gleichzeitig mit den englischen Begriffen Land Rover und Land Cruiser übersetzen.

## Anfänge: Land Cruiser FJ-251 und FJ-151
Die ersten Bandeirantes die ab Mai 1959 die Montagehalle der brasilianischen Toyotaniederlassung Toyota do Brasil im Stadtviertel Ipiranga in São Paulo, verließen, waren noch CKD-Bausätze des Land Cruiser FJ-251, die aus Japan importiert und in Brasilien endmontiert wurden. Bis Dezember 1959 kamen jedoch schon 60 % der Teile aus brasilianischer Fertigung.
Aufs einfachste ausgestattet und mit außerordentlich widerstandsfähiger Mechanik war der Land Cruiser FJ-251 genau was das damalige Brasilien benötigte. Der FJ-251 war ein kurzer offener Geländewagen mit 3830 mm Länge und 2280 mm Radstand, der 1450 kg wog und bis zu zehn Personen (ohne Gepäck) aufnehmen konnte. Ursprünglicher Motor war der Toyota F, ein Niedrigdrehzahlbenzinmotor mit 3878 cm³ Hubraum und sechs Zylindern. Höchstgeschwindigkeit war 100 km/h.
Häufig wird ein Niedrigdrehzahlbenzinmotor namens Toyota 2F erwähnt, ein 4,0 ohne genauere Angaben, ebenfalls mit sechs Zylindern, der 81 kW (110 PS) bei 2000 min−1 entwickelte. Genauere Auskünfte sind zurzeit nicht auffindbar; es lässt sich nur spekulieren, dass es sich hier um eine von Toyota für Brasilien entwickelte und möglicherweise in Brasilien selbst hergestellte Abänderung handeln könnte, falls keinem brasilianischen Automobilhistoriker eine Motorenverwechselung unterlaufen wäre. Die Möglichkeit einer Abänderung für Brasilien bietet sich angesichts der damals schon hohen brasilianischen Benzinpreise und des hohen Benzinverbrauchs des Toyota F und der Tatsache, dass es damals noch nicht so wie heute alle 300 km eine Tankstelle gab, durchaus an. Jedenfalls ist solches heute nur noch schwer feststellbar, da die meisten damals in Brasilien vorhandenen Explosionsmotorenhersteller in den Jahren nach 1964 der Monopolisierungspolitik an multinationale Konzerne durch die Militärdiktatur zum Opfer gefallen sind. Jedenfalls darf dieser Toyota 2F – sofern stimmt, was erwähnt wird – nicht mit dem ab 1975 in Japan hergestellten Toyota 2F verwechselt werden.
Aller Wahrscheinlichkeit nach muss es damals einen brasilianischen Motor 2F gegeben haben denn von 1960 auf 1961 wurde der FJ-251 in FJ-151 umbenannt. Diese Umbenennung weist eindeutig auf einen Motorenwechsel hin, und zwar einen anderen Benzinmotor F. Man weiß, dass vom FJ-151 nur sehr wenige Exemplare gebaut wurden, so dass er nur selten in der Literatur vorkommt.
Ab 1961 wurde der FJ-151 auch mit Verdeck angeboten und die entsprechenden Land Cruiser erhielten den Code FJ-151L, wobei L „Lona“ (= Verdeck) bedeutet. Aber noch 1961 wurden die benzingetriebenen F und/oder 2F-Motoren durch wirtschaftlichere Dieselmotoren ersetzt. Dabei handelte es sich um von Mercedes-Benz do Brasil ebenfalls in São Bernardo do Campo hergestellte OM324, Niedrigdrehzahldieselmotoren mit 3401 cm³ Hubraum und vier Zylindern, die bei 3000 min−1 57 kW (78 PS) entwickelten und die dem Fahrzeug über lange Jahre den Spitznamen „Britadeira“ (= Presslufthammer) einbringen sollten.
Ebenso wurde bei Toyota ab 1960/61 vorbereitet, den Land Cruiser J2 auch in Brasilien durch den Land Cruiser J4, allerdings mit Änderungen – einschließlich die Mercedes-Benz-Dieselmotoren –, abzulösen. Und dank dieser Änderungen sollte die brasilianische Variante des J4 als Bandeirante J5 geführt werden. Die Karosserien für den Bandeirante J5 kamen ab 1961 von Brasinca in São Caetano do Sul.
Im November 1962, mit der Fertigstellung von Toyotas neuer Fabrik in São Bernardo do Campo, begann Toyota mit dem Bau des Bandeirante J5. Ab 1968 wurde der Bandeirante dann vollständig aus ausschließlich brasilianischen Teilen hergestellt.

## Blütezeit: Bandeirante OJ 50- und OJ 55-Reihen
Das Äußere des Bandeirante erhielt nur wenige Änderungen.
Ab 1983 bereicherte ein Pickup die Modellpalette. Außerdem wurden rechteckige Scheinwerfer statt der runden eingeführt, die den Bandeirante von allen Modellen der J4-Baureihe bis heute unterscheidet.
Im Jahre 1985 wurde ein besseres Instrumentenpanel hinzugefügt. 1987 wurden die Bremsen verbessert, was in früheren Modellen ein großer Schwachpunkt war.
1993 wurde zum ersten Mal ein 5-Gang-Schaltgetriebe angeboten.
Außerdem führte Toyota 1999 einen viertürigen Doppelkabiner ein. Dies war eine Karosserieform, die es in der J4-Serie noch nie gegeben hatte.
Der 100.000. Bandeirante lief ebenfalls 1999 vom Band, was mit einem Sondermodell gefeiert wurde.

## Ende: Bandeirante BJ 50- und BJ 55-Reihen
Das Ende der Bandeirante begann 1991, als Brasilien das Importverbot von Fahrzeugen aufhob. Bis dahin machten sich viele Hersteller nicht die Mühe, ihre Fahrzeuge in Brasilien zu bauen. Mit dem Import modernerer und günstigerer Autos sank die Nachfrage nach dem Bandeirante deutlich.
Da der 14B-Motor die ab 2002 gültigen Abgasvorschriften nicht erfüllte, führte Toyota im Jahr 2000 eine Studie durch, um zu prüfen, ob einer der moderneren Diesel den 14B ersetzen könnte. Doch am Ende entschied Toyota, dass es nicht der Mühe wert sei. Am 28. November 2001 rollte der letzte Bandeirante vom Band.

## Die Modelle
- 1959:
  - FJ25 – Kurzer unverdeckter Geländewagen – Motor Toyota F (Maio 1959 bis 1960/61) – Neuheit 1959 (oft auch FJ251 bezeichnet)
- 1960/1961:
  - FJ25L – Kurzer Geländewagen mit Planenverdeck – Motor Toyota F (1960/1961 bis 1960/1961) – Neuheit 1960/1961 (oft auch FJ251L bezeichnet)
  - FJ151L – Kurzer Geländewagen mit Planenverdeck  – Motor Toyota 2F (1960/1961 a Dezember 1961) – ersetzt den FJ251 und den FJ251L (Es gibt wenige Erwähnungen in der Literatur und kein bekanntes erhaltenes Fahrzeug; man könnte beinahe zweifeln ob er tatsächlich gebaut wurde).
- 1962:
  - TB25L – Kurzer Geländewagen mit Planenverdeck – Motor Mercedes-Benz OM324 (Januar 1962 bis – 1966? – vor August 1968) – ersetzt den FJ151L (ou FJ25L/FJ251L?)
  - TB25L – Kurzer Geländewagen mit Stahlverdeck – Motor Mercedes-Benz OM324 (Januar 1962 bis – 1966? – vor August 1968) – Neuheit 1962
  - TB41L – Langer Geländewagen mit Stahlverdeck – Motor Mercedes-Benz OM324 (September 1962 bis Juli 1968) – Neuheit 1962
  - TB51L – Kurzer Pickup – Motor Mercedes-Benz OM324 (September 1962 bis Januar 1966)
- 1965:
  - TB51L3 – Kurzer Pickup mit dreitüriger Doppelkabine und Ladeflächendeckel – Motor Mercedes-Benz OM324 (? < 1965 < ?) – Neuheit 1965; möglicherweise wäre nur ein einiges Exemplar gebaut worden.
- 1966? (zwischen 1962 und 1968):
  - OJ32L – Kurzer Geländewagen mit Planenverdeck – Motor Mercedes-Benz OM324 (vor August 1968 – 1966? – bis August 1968) – ersetzt den TB25L mit Planenverdeck
  - OJ31L – Kurzer Geländewagen mit Stahlverdeck – Motor Mercedes-Benz OM324 (vor August 1968 – 1966? – bis August 1968) – ersetzt den TB25L mit Stahlverdeck
  - TB81L – Kurzer Pickup – Motor Mercedes-Benz OM324 (Februar 1966 bis August 1968) – ersetzt den TB51L
- 1968:
  - OJ40L – Kurzer Geländewagen mit Planenverdeck – Motor Mercedes-Benz OM324 (September 1968 bis Januar/Februar 1973) – ersetzt den OJ32L
  - OJ40LV – Kurzer Geländewagen mit Stahlverdeck – Motor Mercedes-Benz OM324 (Oktober 1968 bis Januar/Februar 1973) – ersetzt den OJ31L
  - OJ40LV-B – Langer Geländewagen mit Stahlverdeck – Motor Mercedes-Benz OM324 (Oktober 1968 bis Januar/Februar 1973) – ersetzt den TB41L
  - OJ45LP-B – Kurzer Pickup – Motor Mercedes-Benz OM324 (September 1968 bis Januar/Februar 1973) – ersetzt den TB81L
- 1973:
  - OJ50L – Kurzer Geländewagen mit Planenverdeck – Motor Mercedes-Benz OM314 (Februar 1973 bis November 1989) – ersetzt den OJ40L
  - OJ50LV – Kurzer Geländewagen mit Stahlverdeck – Motor Mercedes-Benz OM314 (Februar 1973 bis November 1989) – ersetzt den OJ40LV
  - OJ50LV-B – Langer Geländewagen mit Stahlverdeck – Motor Mercedes-Benz OM314 (Februar 1973 bis November 1989) – ersetzt den OJ40LV-B
  - OJ55LP-B – Kurzer Pritschenwagen – Motor Mercedes-Benz OM314 (Februar 1973 bis November 1989) – ersetzt den OJ45LP-B
- zwischen 1973 und 1989:
  - OJ55LP-B3 – Kurzer Pritschenwagen – Motor Mercedes-Benz OM314 (19?? bis November 1989) – Neuheit 19??
  - OJ55LP-BL – Langer Pritschenwagen – Motor Mercedes-Benz OM314 (19?? bis November 1989) – Neuheit 19??
  - OJ55LP-BL3 – Langer Pritschenwagen – Motor Mercedes-Benz OM314 (19?? bis November 1989) – Neuheit 19??
  - OJ55LP-2BL – Pritschenwagen mit zweitüriger Doppelkabine – Motor Mercedes-Benz OM314 (19?? bis November 1989) – Neuheit 19??
- 1989:
  - OJ50L – Kurzer Geländewagen mit Planenverdeck – Motor Mercedes-Benz OM364 (November 1989 bis April 1994) – ersetzt den OJ50L mit Mercedes-Benz OM314
  - OJ50LV – Kurzer Geländewagen mit Stahlverdeck – Motor Mercedes-Benz OM364 (November 1989 bis April 1994) – ersetzt den OJ50LV mit Mercedes-Benz OM314
  - OJ50LV-B – Langer Geländewagen mit Stahlverdeck – Motor Mercedes-Benz OM364 (November 1989 bis April 1994) – ersetzt den OJ50LV-B mit Mercedes-Benz OM314
  - OJ55LP-B – Kurzer Pickup – Motor Mercedes-Benz OM364 (November 1989 bis April 1994) – ersetzt den OJ55LP-B mit Mercedes-Benz OM314
  - OJ55LP-B3 – Kurzer Pritschenwagen – Motor Mercedes-Benz OM364 (November 1989 bis April 1994) – ersetzt den OJ55LP-B3 mit Mercedes-Benz OM314
  - OJ55LP-BL – Langer Pickup – Motor Mercedes-Benz OM364 (November 1989 bis April 1994) – ersetzt den OJ55LP-BL mit Mercedes-Benz OM314
  - OJ55LP-BL3 – Langer Pritschenwagen – Motor Mercedes-Benz OM364 (November 1989 bis April 1994) – ersetzt den OJ55LP-BL3 mit Mercedes-Benz OM314
  - OJ55LP-2BL – Pritschenwagen mit zweitüriger Doppelkabine – Motor Mercedes-Benz OM364 (November 1989 bis April 1994) – ersetzt den OJ55LP-2BL mit Mercedes-Benz-Motor OM314
- 1994:
  - BJ50L – Kurzer Geländewagen mit Planenverdeck – Motor Toyota 14B – April 1994 bis November 2001 – ersetzt den OJ50L
  - BJ50LV – Kurzer Geländewagen mit Stahlverdeck – Motor Toyota 14B – April 1994 bis November 2001 – ersetzt den OJ50LV
  - BJ50LV-B – Langer Geländewagen mit Stahlverdeck – Motor Toyota 14B – April 1994 bis November 2001 – ersetzt den OJ50LV-B
  - BJ55LP-B – Kurzer Pritschenwagen – Motor Toyota 14B – April 1994 bis November 2001 – ersetzt den OJ55LP-B
  - BJ55LP-B3 – Kurzer Pritschenwagen – Motor Toyota 14B – April 1994 bis November 2001 – ersetzt den OJ55LP-B3
  - BJ55LP-BL – Langer Pickup – Motor Toyota 14B – April 1994 bis November 2001 – ersetzt den OJ55LP-BL
  - BJ55LP-BL3 – Langer Pritschenwagen – Motor Toyota 14B – April 1994 bis November 2001 – ersetzt den OJ55LP-BL3
  - BJ55LP-2BL – Pritschenwagen mit zweitüriger Doppelkabine – Motor Toyota 14B – April 1994 bis November 2001 – ersetzt den OJ55LP-2BL
- 1999:
  - BJ55LP-2BL4 – Pritschenwagen mit viertüriger Doppelkabine – Motor Toyota 14B – 1999 bis November 2001 – Neuheit 1999

## Die Motoren
Ab 1962 lief die Produktion der OJ-Serien an, welche mit Dieselmotoren Mercedes-Benz OM324 bestückt waren.
1973 folgte der OM314.
1990 folgte der OM364.
Ab 1994 kam wieder ein Toyota-Motor (14B) zum Einsatz und der Code OJ in den Modellbezeichnungen wurde zu BJ (nicht verwechseln mit den ursprünglichen BJ-Modellen).

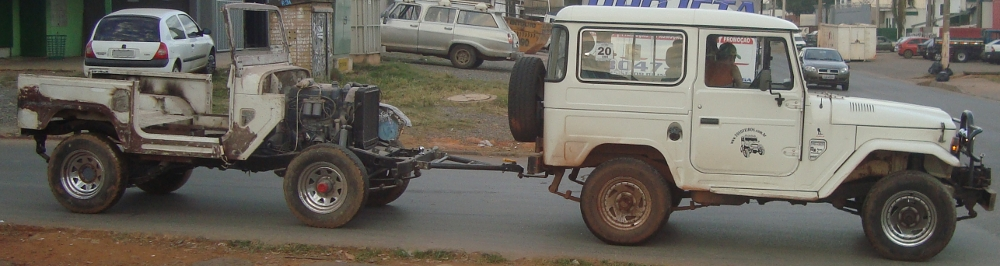
Kurzer Bandeirante in Renovierung, Baujahr 1985, mit Planenverdeck, wird von einem kurzen Bandeirante Baujahr 1988 mit Stahlverdeck in Taguatinga (Distrito Federal), geschleppt.

| Zeitraum      | Hersteller    | Modell | Treibstoff | Bauform | Hubraum  | Leistung          | Drehmoment        |
| ------------- | ------------- | ------ | ---------- | ------- | -------- | ----------------- | ----------------- |
| 1959 bis 1961 | Toyota        | F      | Benzin     | R6      | 3878 cm³ | 125 PS 3600 min−1 |                   |
| 1961          | Toyota        | 2F     | Benzin     | R6      |          |                   | 2000 min−1        |
| 1962 bis 1973 | Mercedes-Benz | OM324  | Diesel     | R4      | 3780 cm³ | 78 PS 3000 min−1  | 192 Nm            |
| 1973 bis 1989 | Mercedes-Benz | OM314  | Diesel     | R4      | 3784 cm³ | 85 PS 2800 min−1  | 235 Nm 1800 min−1 |
| 1989 bis 1994 | Mercedes-Benz | OM364  | Diesel     | R4      | 3972 cm³ | 90 PS 2800 min−1  | 319 Nm 1800 min−1 |
| 1994 bis 2001 | Toyota        | 14B    | Diesel     | R4      | 3661 cm³ | 98 PS 3400 min−1  | 240 Nm 1800 min−1 |